# Аммассивик
Аммассивик (гренл. Ammassivik) — поселение в коммуне Куяллек, Гренландия. Название посёлка переводится с гренландского языка как «равнина».

## Описание
Поселение обслуживает одноимённый вертодром. Летом и осенью воды свободны ото льда, зимой основной транспорт местных жителей — ездовые собаки. Аммассивик является почтовым центром региона, сюда регулярно прибывает почтовый корабль.

Рядом с поселением расположены две овцеводческие фермы с населением по 10—15 человек, на противоположном берегу фьорда, в 7 километрах по прямой, — заброшенный посёлок Аллуитсок, основанный в 1774 году и долгое время бывший крупнейшим населённым пунктом Гренландии.

## История
Поселение было основано в 1889 году под названием Слеттен. В 1899 году датскими миссионерами была открыта школа, работающая до наших дней: в 2005/2006 учебном году в ней обучались 6 детей. В 1922 году поселение получило статус фактории. С 1 января 2009 года Аммассивик после административной реформы перешёл из муниципалитета Нанорталик в подчинение коммуне Куяллек.

## Демография
В конце XX — начале XXI века почти все населённые пункты Южной Гренландии теряют своих жителей. В Аммассивике показатель сокращения населения один из самых высоких: с 1996 по 2010 год его население сократилось вдвое, со 149 до 74 человек, а оценка 2015 года сообщает уже об «около 30 жителях».